# 作者をせかす六人の主人公たち
『作者をせかす六人の主人公たち』（さくしゃをせかすろくにんのしゅじんこうたち）は、山寺宏一主演のミュージカル・コメディの舞台作品。

## 公演
- 公演期間：2009年2月11日(水・祝) ～ 2009年2月15日(日)
- 会場：東京芸術劇場 中ホール (東京都)

## キャスト
- 作者：山寺宏一
- ウォー・バック：竹下宏太郎
- エルザ：蘭香レア
- キャンディ：折笠富美子
- イヴ：有村実樹
- ジャック：山本匠馬
- 作者の友人：高木渉
- バンデス：吉岡毅志
- ライス：飯尾和樹（ずん）
- ネロ：鎗田晟裕
- サンデー：林愛夏
- 浅倉一男
- 石橋優子
- RYU
- 茂木春香
- 廣坂季未恵
- 奈良聡美
- バンデス：ウド鈴木（キャイ〜ン）(2月12・13・15日出演)
- MaL (2月13日 ゲスト出演)

## スタッフ
- 作・演出：舘川範雄
- 音楽監督・演出：門司肇
- 振付：高橋理絵、竹下宏太郎
- 衣装：ゆか（everlasting☆）
- ヘアメイク:佐藤直雅（ビーサイド）
- 演出助手：平子悟
- 歌唱指導:福井小百合
- 美術家：石原敬
- 音響プラン：福本荘一
- 照明プラン：太田安宣
- 舞台監督：石橋健二（アイエヌジー）、丸山義治
- 照明：ロンブル
- 音響：FULLSPEC
- プロデューサー：林清、藤崎淳
- 主催：アクロス エンタテインメント、バードランドミュージックエンタテインメント、財団法人東京都歴史文化財団 東京芸術劇場
- 企画・製作：アクロス エンタテインメント、バードランドミュージックエンタテインメント
- 後援：ベイエフエム、ニッポン放送、文化放送
- 協力：浅井企画、アーツビジョン、アトミックモンキー、アミューズ、88ENTERTAINMENT、キューブ、10-POINT、ドルチェスター、ビジュアルボーイ、プロマージュ、レプロエンタテインメント

## DVD
2009年5月8日にDVDが発売された。
- ミュージカル・コメディー「作者をせかす六人の主人公たち」 (2009年5月8日、Birdland Music、BLMC-1006)